# Tetralogia degli elementi (cofanetto)
Tetralogia degli elementi è una raccolta di album della rockband italiana Litfiba, pubblicata il 13 gennaio 2015. La raccolta, come suggerito dal nome, contiene i 4 album della Tetralogia degli elementi più un DVD (che in origine doveva intitolarsi "Colpo di testa" e doveva essere la controparte visiva dell'album live Colpo di coda ma che poi non fu pubblicata a causa delle incomprensioni tra l'etichetta e il gruppo) contenente le immagini di un memorabile concerto al Palasport di Firenze tenutosi nel 1993 durante il Terremoto Tour.
Una versione ridotta della raccolta è stata pubblicata esclusivamente in abbinamento editoriale con Panorama e TV Sorrisi e Canzoni, con il titolo Tetralogia degli Elementi - The Best of: un doppio cd che raccoglie i brani più significativi dei quattro album che compongono la Tetralogia e il dvd inedito.

## Versione completa

### CD 1
- El diablo, 1990

### CD 2
- Terremoto, 1993

### CD 3
- Spirito, 1994

### CD 4
- Mondi sommersi, 1997

### DVD
Terremoto tour '93 
- Resta
- Amigo
- Soldi
- Maudit
- Firenze sogna
- Bambino
- Il mistero di Giulia
- Fata Morgana
- Prima guardia
- Dimmi il nome
- Cane
- El diablo
- Tex
- Sotto il vulcano
- Ci sei solo tu
- Cangaceiro

## Versione ridotta - The Best of

### CD 1
- El diablo
- Proibito
- Siamo umani
- Woda Woda
- Ragazzo
- Resisti
- Dimmi il nome
- Maudit
- Fata Morgana
- Dinosauro
- Prima guardia
- Sotto il vulcano

### CD 2
- Lo spettacolo
- Spirito
- No frontiere
- Diavolo illuso
- La musica fa
- Lacio Drom (live 99)
- Animale di zona (live 99)
- Ritmo
- Imparerò
- Regina di cuori
- Goccia a goccia
- Si può
- Sparami (live 99)
- Ritmo 2 (live 99)
- Dottor M.

### DVD
Terremoto tour '93
- Resta
- Amigo
- Soldi
- Maudit
- Firenze sogna
- Bambino
- Il mistero di Giulia
- Fata Morgana
- Prima guardia
- Dimmi il nome
- Cane
- El diablo
- Tex
- Sotto il vulcano
- Ci sei solo tu
- Cangaceiro